# Hölzchen
Hölzchen ist ein Ortsteil der Gemeinde Arzfeld im rheinland-pfälzischen Eifelkreis Bitburg-Prüm. Bis 1972 war Hölzchen eine eigenständige Gemeinde.

## Geographische Lage
Hölzchen liegt auf der zur Westeifel gehörenden Arzfelder Hochfläche unweit der Grenze zu Luxemburg. Zu Hölzchen gehört auch der Weiler Langenfeld. Östlich vom Ort verläuft die Gemeindegrenze zwischen Arzfeld und Lauperath.

## Geschichte
Der Ort gehörte bis 1794 zur Meierei Krautscheid in der Herrschaft Neuerburg, die Teil des Herzogtums Luxemburg war. Nach der Annexion der Österreichischen Niederlande, zu denen das Herzogtum Luxemburg gehörte, durch französische Revolutionstruppen wurde der Ort 1795 als eigenständige Gemeinde dem Kanton Arzfeld im Wälderdepartement zugewiesen. Aufgrund der Beschlüsse auf dem Wiener Kongress wurde 1815 das vormals luxemburgische Gebiet östlich der Sauer und der Our dem Königreich Preußen zugesprochen. Unter der preußischen Verwaltung kam Hölzchen 1816 zur Bürgermeisterei Ringhuscheid im neu errichteten Kreis Prüm im Regierungsbezirk Trier. 1843 bestand Neurath aus 5 Häusern mit 52 Einwohnern. Alle Einwohner waren katholisch, sie waren nach Arzfeld eingepfarrt. Auch schulisch gehörte Hölzchen zu Arzfeld.
Im Zuge der rheinland-pfälzischen Verwaltungsreform wurde die bis dahin eigenständige Gemeinde Hölzchen mit damals 95 Einwohnern am 1. Juli 1972 nach Arzfeld eingemeindet. 1987 zählte Hölzchen 74 Einwohner.

## Kultur und Sehenswürdigkeiten
Siehe auch: Liste der Kulturdenkmäler in Arzfeld

### Kapellen
Eine erste Kapelle im Ort wurde 1466 erstmals erwähnt. 1654 wurde die der hl. Lucia geweihte Kapelle als Filiale der Pfarrei Waxweiler aufgeführt. Der zweiachsige Saalbau mit quadratischem Chorturm wurde 1820 renoviert und steht heute unter Denkmalschutz.
Zu Hölzchen gehört ferner eine Bergkapelle westlich des Ortes. Geplant und erbaut wurde sie durch ein Ehepaar aus Arzfeld; im Juni 1957 wurde die Kapelle eingeweiht. 1997 zerstörten Unbekannte die Lourdes-Madonna sowie zwei Votivtafeln. Aus diesem Anlass erfolgte im Mai 1997 eine zweite Einweihung einer neuen Lourdes-Madonna.

Bildergalerie zur Bergkapelle
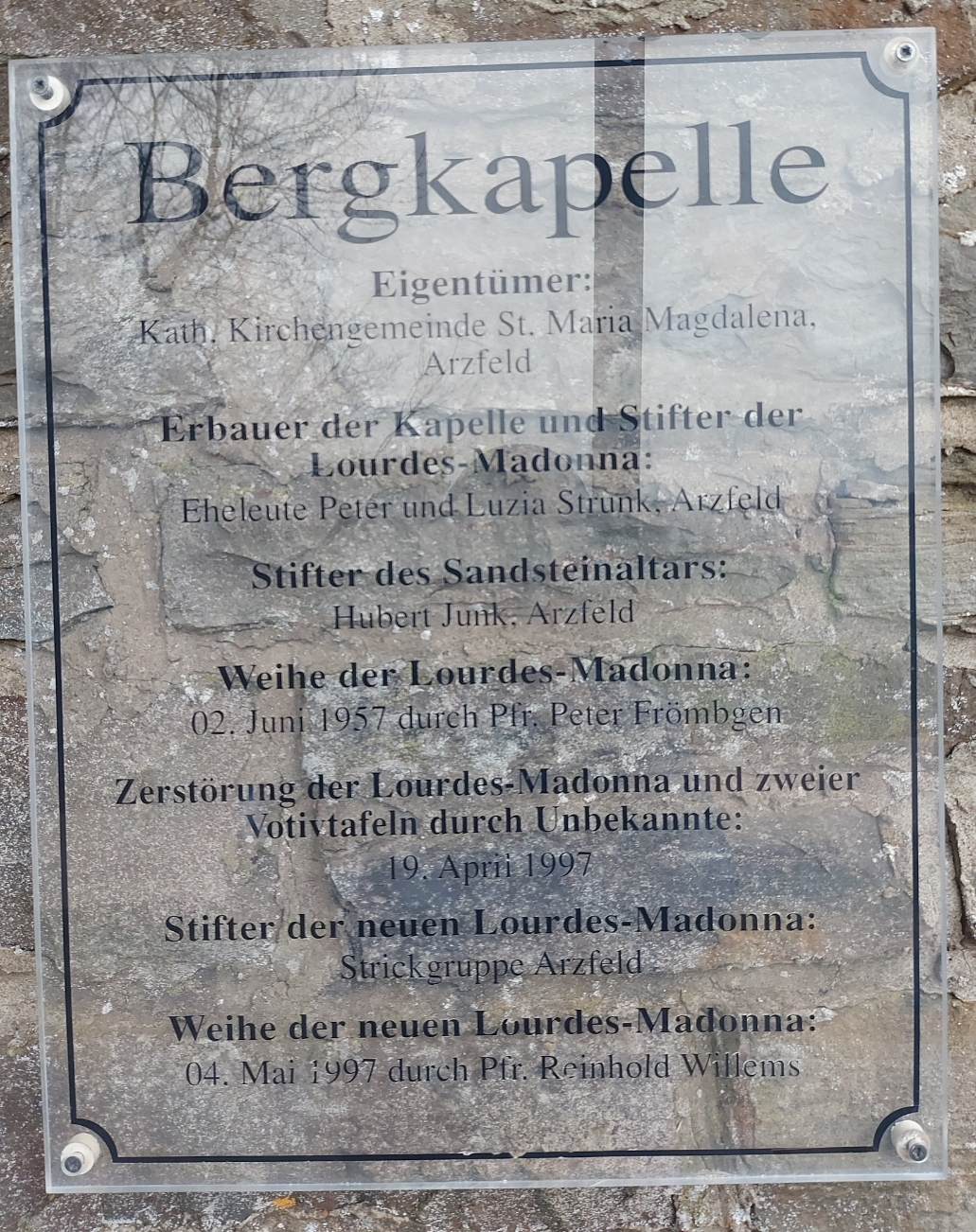
Informationstafel
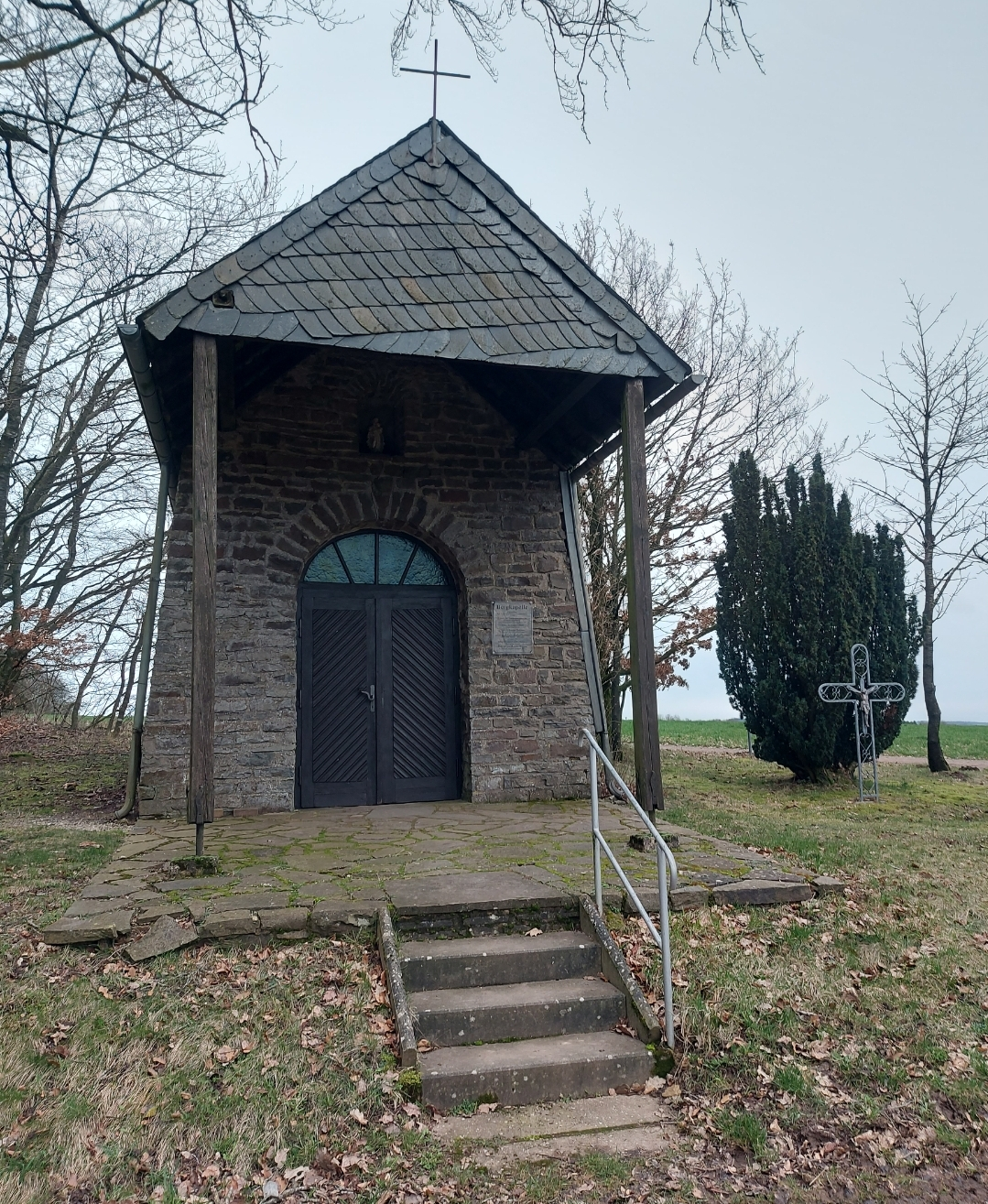
Frontansicht
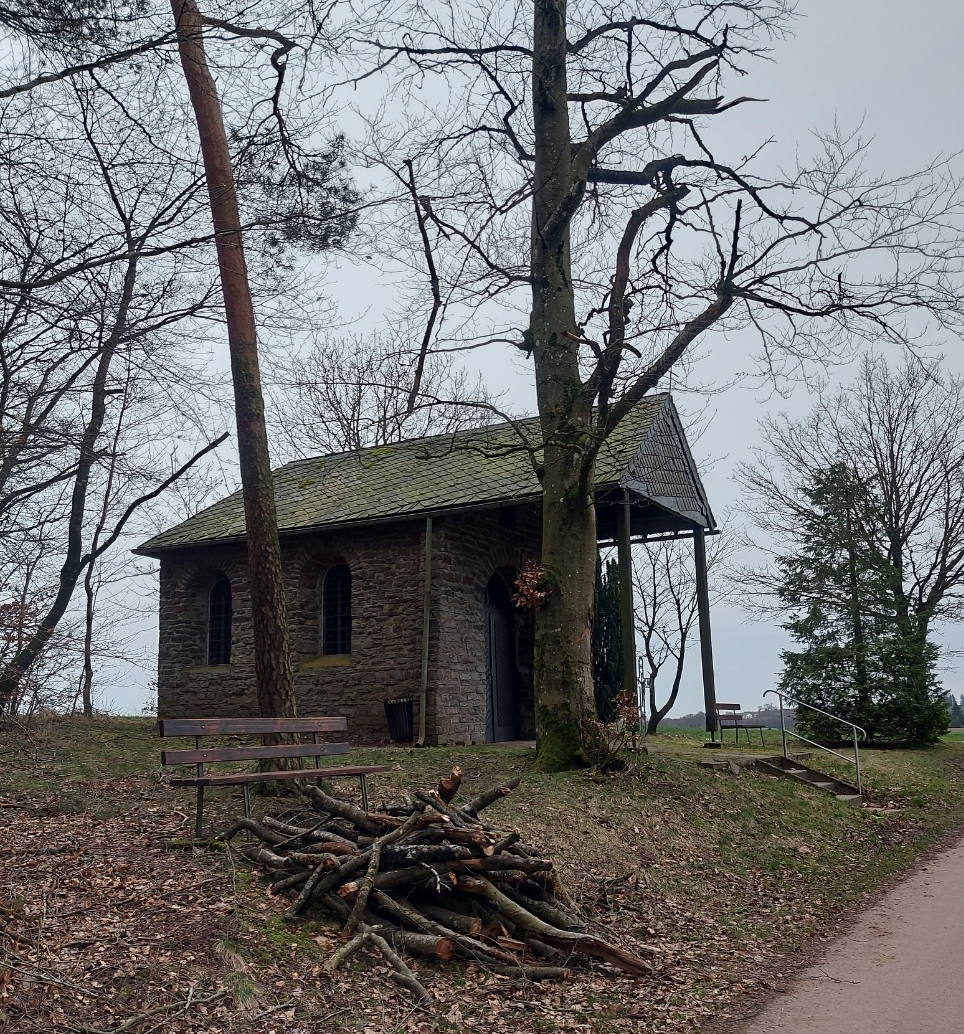
Seitenansicht
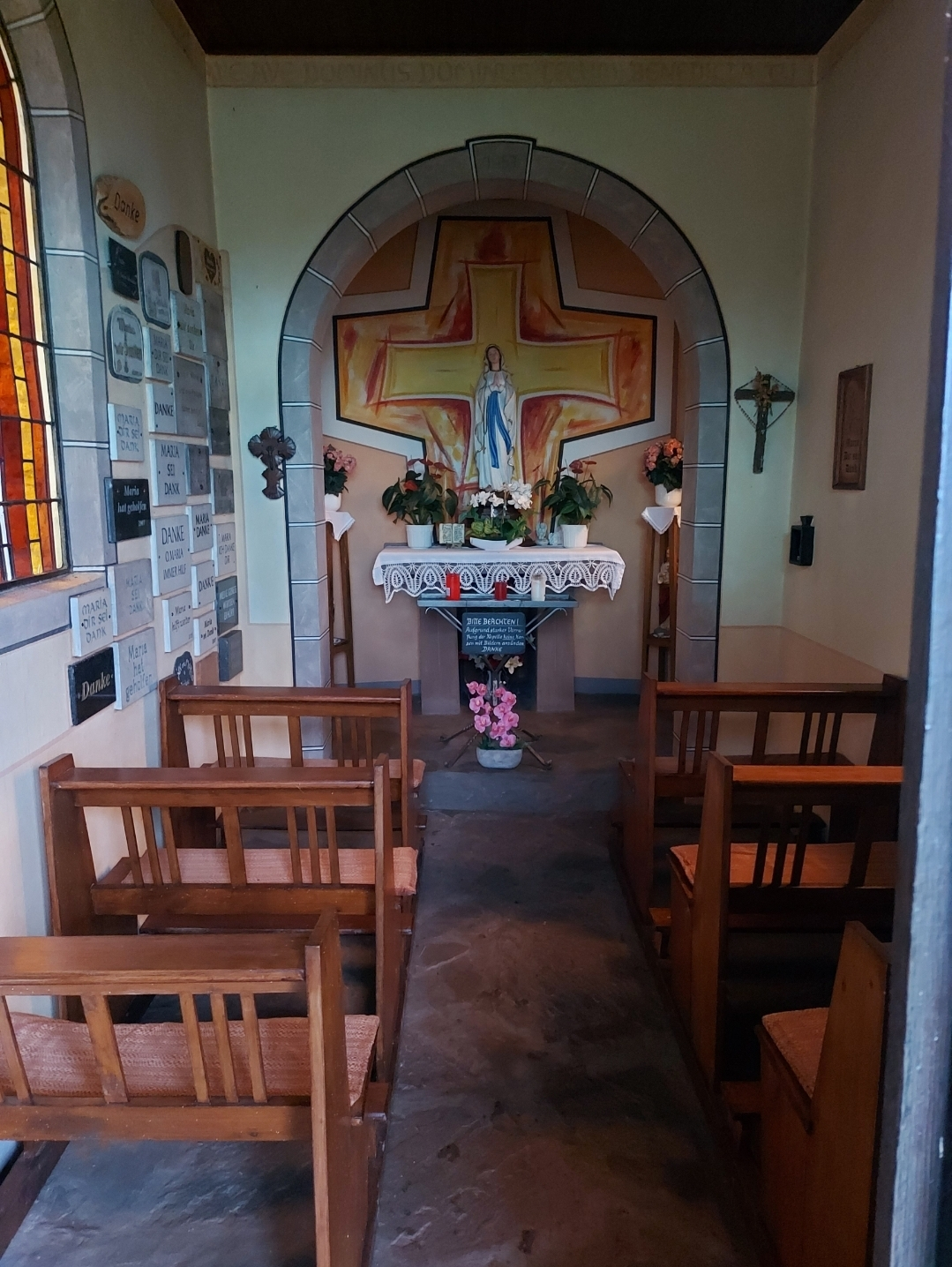
Innenansicht
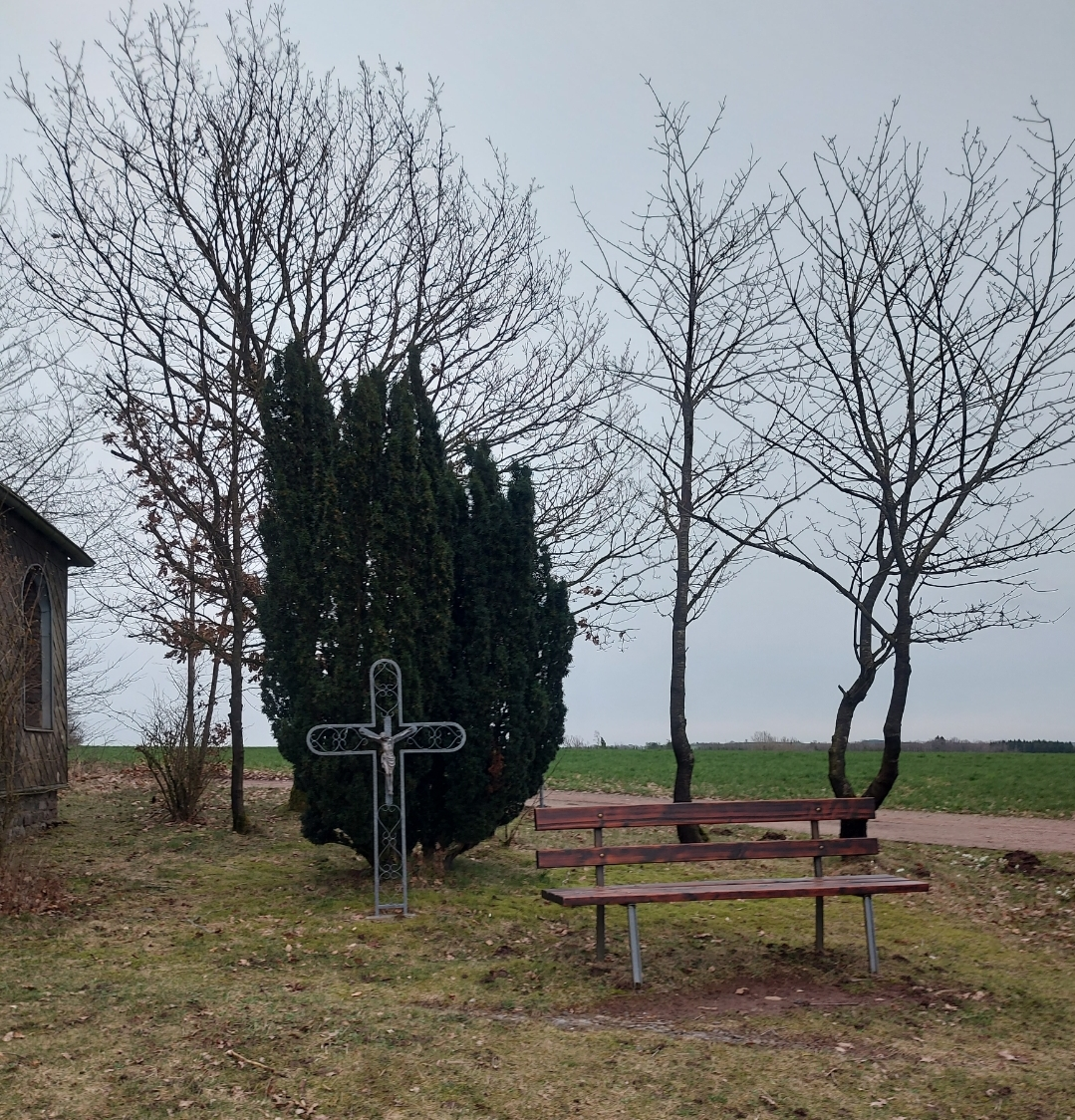
Eisernes Kreuz

### Wegekreuze
In Hölzchen gibt es drei Wegekreuze. Eines befindet sich südöstlich des Ortes und wurde im Jahre 1906 errichtet. Es trägt die Inschrift: „Errichtet zur Ehre Gottes und zum Troste der armen Seelen im Fegefeuer von der Familie Dingels a. Hölzchen 1906.“. Das zweite Wegekreuz befindet sich nordwestlich des Ortes. Hierzu liegen keine genaueren Angaben vor. Beim dritten Wegekreuz handelt es sich um ein schlichtes Holzkreuz mit Korpus innerhalb der Ortschaft.